# Sammy Giammalva, Jr.
Sammy Giammalva (Houston, 24 de marzo de 1963) es un jugador de tenis estadounidense. En su carrera ha conquistado 25 torneos ATP y su mejor posición en el ranking de individuales fue Nº28 en octubre de 1985 y en el de dobles fue Nº22 en octubre de 1984.